# Pralognan-la-Vanoise
Pralognan-la-Vanoise este o comună în departamentul Savoie din sud-estul Franței. În 2009 avea o populație de 754 de locuitori.

## Evoluția populației
| An        | 1975 | 1982 | 1990 | 1999 | 2006 | 2009 |
| --------- | ---- | ---- | ---- | ---- | ---- | ---- |
| Populație | 569  | 634  | 667  | 756  | 738  | 754  |